# USS Greer (DD-145)
USS Greer (DD–145) là một tàu khu trục thuộc lớp Wickes của Hải quân Hoa Kỳ trong giai đoạn Chiến tranh Thế giới thứ nhất, và là chiếc tàu chiến đầu tiên của Hải quân Hoa Kỳ được đặt tên theo Chuẩn đô đốc James A. Greer (1833–1904). Trong một vụ được đặt tên là "Sự kiện Greer", nó trở thành tàu chiến Hoa Kỳ đầu tiên nổ súng vào một tàu Đức Quốc xã, ba tháng trước khi Hoa Kỳ chính thức tham gia Chiến tranh Thế giới thứ hai. Vụ việc đã khiến Tổng thống Roosevelt đưa ra mệnh lệnh mà sau này được gán biệt danh "bắn nếu thấy". Nhiều người đã tranh luận rằng Greer đã hành động có tính gây hấn trước khi hai bên nổ súng vào nhau.

## Thiết kế và chế tạo
Greer được đặt lườn vào ngày 24 tháng 2 năm 1918 tại xưởng tàu của hãng William Cramp & Sons Ship & Engine Building Co. ở Philadelphia, Pennsylvania. Nó được hạ thủy vào ngày 1 tháng 8 năm 1918, được đỡ đầu bởi cô Evelina Porter Gleaves, con gái Chuẩn đô đốc Albert Gleaves, và được đưa ra hoạt động vào ngày 31 tháng 12 năm 1918 dưới quyền chỉ huy của Hạm trưởng, Trung tá Hải quân C. E. Smith.

## Lịch sử hoạt động

### Những năm giữa hai cuộc thế chiến
Chuyến đi thử máy đã đưa Greer đến quần đảo Azores, nơi nó gặp gỡ chiếc George Washington, vốn đang đưa Tổng thống Woodrow Wilson quay trở về nhà sau Hội nghị hòa bình Versailles, và hộ tống nó quay trở về Hoa Kỳ. Sau khi thực hành tại các vùng biển duyên hải, nó được gửi đến vịnh Trepassy, Newfoundland làm nhiệm vụ cột mốc dẫn đường cho chuyến bay vượt Đại Tây Dương của các thủy phi cơ hải quân; một trong số đó, chiếc NC-4, đã hoàn thành chuyến bay lịch sử. Sau các đợt thực tập huấn luyện khác cùng một chuyến đi đến Châu Âu, Greer được điều động sang Hạm đội Thái Bình Dương, đi đến San Francisco vào ngày 18 tháng 11 năm 1919.
Sau sáu tháng phục vụ cùng Hạm đội Thái Bình Dương, Greer lên đường vào ngày 25 tháng 3 năm 1920 đi sang Viễn Đông để gia nhập Hạm đội Á Châu. Nó canh phòng ngoài khơi Thượng Hải để bảo vệ tính mạng và tải sản công dân Mỹ trong những vụ rối loạn tại đây trong tháng 5, rồi lên đường đi Lữ Thuận Khẩu và Đại Liên làm nhiệm vụ trinh sát tình báo trước khi đi đến Cavite, Philippines để tập trận hạm đội. Nó quay trở về nhà ngang qua Guam, Midway và Trân Châu Cảng, về đến San Francisco vào ngày 29 tháng 9 năm 1921. Greer được cho xuất biên chế tại San Diego vào ngày 22 tháng 6 năm 1922, và được đưa về lực lượng dự bị.
Greer được cho nhập biên chế trở lại vào ngày 31 tháng 3 năm 1930, dưới quyền chỉ huy của Hạm trưởng, Trung tá Hải quân J. W. Bunkley. Hoạt động cùng với Hạm đội Chiến trận, nó tham gia một loạt các cuộc tập trận dọc theo bờ biển từ Alaska đến Panama, thỉnh thoảng có các chuyến đi đến Hawaii. Được chuyển sang Hạm đội Tuần tiễu vào ngày 1 tháng 2 năm 1931, nó hoạt động ngoài khơi Panama, Haiti và Cuba cho đến khi được đưa về lực lượng dự bị luân phiên từ tháng 8 năm 1933 đến tháng 2 năm 1934. Nó trải qua các hoạt động thường lệ thời bình như thực tập huấn luyện, tập trận và phòng không trong hai năm tiếp theo. Nó lên đường đi sang vùng bờ Đông làm nhiệm vụ cùng Hải đội Huấn luyện vào ngày 3 tháng 6 năm 1936. Sau khi thực hiện các chuyến đi huấn luyện cùng nhân sự Dự bị Hải quân Hoa Kỳ suốt mùa Hè, Greer lên đường đi đến Xưởng hải quân Philadelphia vào ngày 28 tháng 9, và được cho xuất biên chế tại đây vào ngày 13 tháng 1 năm 1937.
Khi chiến tranh bùng nổ tại châu Âu, Greer được cho nhập biên chế trở lại vào ngày 4 tháng 10 năm 1939, dưới quyền chỉ huy của Hạm trưởng, Trung tá Hải quân J. J. Mahoney, và gia nhập Đội khu trục 61 trong vai trò soái hạm. Sau khi tuần tra tại vùng bờ Đông và vùng biển Caribe, nó gia nhập hoạt động Tuần tra Trung lập vào tháng 2 năm 1940. Được tách khỏi nhiệm vụ này vào ngày 5 tháng 10, chiếc tàu khu trục tuần tra tại vùng biển Caribe vào mùa Đông năm đó, rồi tham gia hoạt động cùng các tàu chiến Hoa Kỳ khác tại Bắc Đại Tây Dương vào đầu năm 1941, hoạt động từ Reykjavík, Iceland và Argentia, Newfoundland. Ở vị thế trung lập, các tàu chiến Hoa Kỳ không thể tấn công các tàu ngầm thuộc Khối Trục; nhưng khi Bộ chỉ huy Tối cao Đức leo thang các hoạt động quân sự vào mùa Hè năm 1941, bản thân Greer can dự vào một sự kiện vốn lôi kéo Hoa Kỳ xích lại gần hơn với chiến tranh.

### Sự kiệnGreer, tháng 9 năm 1941
Sự kiện Greer diễn ra vào ngày 4 tháng 9 năm 1941. Theo tất cả các nguồn tin, một tàu ngầm Đức, sau này được xác định là chiếc U-652, đã bắn ngư lôi nhắm vào Greer, nhưng không trúng. Khi tin tức về cuộc đụng độ đến được Hoa Kỳ, sự quan tâm của công luận tăng cao. Các báo cáo ban đầu cho rằng một máy bay Anh đã trợ giúp vào việc đẩy lùi cuộc tấn công.
Để trả lời, phía Đức cho rằng "cuộc tấn công không được khởi phát từ phía tàu ngầm Đức; ngược lại, … chiếc tàu ngầm bị tấn công bởi bom, bị săn đuổi liên tục trong vùng phong tỏa Đức, và bị tấn công bằng mìn sâu cho đến nữa đêm." Thông tin ngụ ý rằng tàu khu trục Hoa Kỳ đã thả những quả bom đầu tiên. Đức tố cáo Tổng thống Roosevelt "đang nỗ lực bằng mọi cách có trong tay kích động những sự kiện nhằm lôi kéo người dân Mỹ vào chiến tranh."
Bộ Hải quân Hoa Kỳ đáp trả rằng tuyên bố của Đức không chính xác và "cuộc tấn công đầu tiên trong vụ đụng độ là do chiếc tàu ngầm nhắm vào Greer." Tổng thống Roosevelt đưa sự kiện Greer làm tiêu điểm chính của một phát biểu nổi tiếng, khi ông giải thích một mệnh lệnh mới được ông đưa ra với tư cách Tổng tư lệnh, vốn leo thang thái độ của Hoa Kỳ gần hơn đến sự can dự trực tiếp vào cuộc chiến tại châu Âu. Theo từ ngữ của Roosevelt:
Greer đang treo cờ Hoa Kỳ. Nhận dạng nó như một tàu Hoa Kỳ là không thể nhầm lẫn được. Nó ở đó và bị một tàu ngầm tấn công. Đức thừa nhận đó là một tàu ngầm Đức. Chiếc tàu ngầm cố ý phóng một quả ngư lôi nhắm vào Greer, tiếp nối bằng một cuộc tấn công ngư lôi khác. Bất kể văn phòng tuyên truyền của Hitler đã bịa đặt ra điều gì, và bất kể mọi tổ chức phá rối Hoa Kỳ tin vào điều gì, tôi nói với bạn sự thật thẳng thừng là tàu ngầm Đức đã nổ súng trước nhắm vào tàu khu trục Hoa Kỳ mà không cảnh báo, và nhằm cố ý để đánh chìm nó.
Cho rằng Đức đã có lỗi trong "một hành vi cướp biển," Tổng thống Roosevelt công bố mệnh lệnh sau này được đặt tên "bắn-khi-thấy": Nếu tàu ngầm Đức "hiện diện tại mọi vùng biển mà Hoa Kỳ cho là sống còn đối với sự phòng thủ sẽ đưa đến sự tấn công. Tại những vùng biển mà chúng ta cho là cần thiết cho việc phòng thủ, tàu hải quân Hoa Kỳ và máy bay Hoa Kỳ sẽ không còn chờ đợi cho đến khi tàu ngầm phe Trục lẩn tránh dưới nước, hay các tàu cướp tàu buôn phe Trục trên mặt biển, tấn công chúng mạnh mẽ—trước tiên." Ông kết luận:
Chúng ta không gây sự. [Chúng ta quan tâm] chỉ thuần túy đến phòng thủ. Nhưng lời cảnh báo này cần rõ ràng. Trừ giờ trở đi, nếu tàu chiến Đức hay Ý đi vào vùng biển mà sự bảo vệ là cần thiết cho việc phòng thủ Hoa Kỳ, họ đang làm với sự liều lĩnh… Trách nhiệm thuần túy là ở phía Đức. Sẽ không có phát súng nào trừ khi Đức tiếp tục tìm lấy nó.
Nghị sĩ David I. Walsh (đảng Dân chủ, đại biểu bang Massachusetts), Chủ tịch Ủy ban Quốc hội về Hải quân, một người theo phái cô lập, tổ chức một buổi điều trần của ủy ban để làm rõ chi tiết của sự kiện, buộc Đô đốc Harold R. Stark, Trưởng ban Tác chiến Hải quân, phải viết một báo cáo. Báo cáo của Stark công bố vào tháng 10 năm 1941, xác nhận Greer chỉ thả mìn sâu sau khi chiếc tàu ngầm phóng quả ngư lôi đầu tiên nhắm vào nó, nhưng tiết lộ là Greer trước đó đã tiến hành truy tìm chiếc tàu ngầm sau khi sự hiện diện của nó bị một máy bay Anh phát hiện. Báo cáo của Đô đốc Stark viết: 
Lúc 08 giờ 40 sáng hôm đó, Greer, chở thư tín và hành khách đến Iceland, "được thông báo từ một máy bay Anh về sự hiện diện của một tàu ngầm đang lặn ở khoảng 10 dặm (16 km) ngay phía trước… Hành động theo thông tin từ chiếc máy bay Anh, Greer tiến hành truy tìm chiếc tàu ngầm và đến 09 giờ 20 phút nó phát hiện chiếc tàu ngầm ở ngay trước mặt bằng thiết bị siêu âm của nó. Greer sau đó theo dõi chiếc tàu ngầm và thông báo vị trí của nó. Hành động này của Greer phù hợp với mệnh lệnh dành cho nó, là chỉ cung cấp thông tin nhưng không tấn công." Chiếc máy bay Anh tiếp tục ở lại khu vực phụ cận chung quanh chiếc tàu ngầm cho đến 10 giờ 32 phút, nhưng trước khi rời đi chiếc máy bay đã thả bốn quả mìn sâu xuống khu vực chung quanh chiếc tàu ngầm. Greer duy trì sự tiếp xúc với mục tiêu cho đến 12 giờ 48 phút. Trong giai đoạn này (3 giờ 28 phút), Greer cơ động sao cho chiếc tàu ngầm luôn ở phía trước. Lúc 12 giờ 40 chiếc tàu ngầm thay đổi đường đi và tiếp cận Greer. Đến 12 giờ 45, từ chiếc Greer phát hiện thấy bọt khí nổi lên (cho thấy ngư lôi được tàu ngầm phóng ra). Đến 12 giờ 49 một đường ngư lôi phát hiện cắt ngang sóng của con tàu từ mạn phải sang mạn trái, cách khoảng 100 mét (110 yd) về phía đuôi. Vào lúc này Greer mất tín hiệu siêu âm với chiếc tàu ngầm. Lúc 13 giờ 00 Greer bắt đầu lại tìm kiếm chiếc tàu ngầm và đến 15 giờ 12… Greer lại có được tín hiệu dưới nước của chiếc tàu ngầm. Greer lập tức tấn công bằng mìn sâu.
Stark tiếp tục báo cáo rằng kết quả của cuộc đụng độ không được xác định, cho dù đa số suy đoán từ sự đáp trả của Đức rằng chiếc tàu ngầm đã sống sót.
Sử gia nổi tiếng Charles A. Beard, một người theo phái cô lập, sau này cho rằng báo cáo của Đô đốc Stark cho Ủy ban Quốc hội "làm cho tuyên bố của Tổng thống... ở vài khía cạnh nào đó không phù hợp, và trong những khía cạnh khác, không chính xác." Trong bảng tóm tắt báo cáo của Stark sau chiến tranh, Beard nhấn mạnh rằng (1) Greer đã đuổi theo chiếc tàu ngầm và duy trì liên lạc với nó trong 3 giờ và 28 phút trước khi chiếc tàu ngầm bắn quả ngư lôi đầu tiên; (2) rồi Greer mất dấu vết chiếc tàu ngầm, tìm kiếm, và sau khi tìm thấy trở lại hai giờ sau đó, đã lập tức tấn công bằng mìn sâu, rồi (3) tìm kiếm thêm ba giờ nữa trước khi tiếp tục đi đến điểm đến.
Thông tin trong báo cáo của Stark về cách mà cuộc đụng độ Greer bắt đầu đã khiến nhà báo New York Times Arthur Krock, người từng đoạt Giải thưởng Pulitzer, đề cập đến (và các cuộc đụng độ của tàu ngầm Đức với các tàu khu trục USS Kearny và USS Reuben James) khi nói về "ai 'tấn công' ai." Krock định nghĩa từ "tấn công" như là "một sự khởi đầu, một kích động gây hấn chiến đấu, một hành động trái ngược với 'phòng vệ.'" "Theo định nghĩa đó," ông nói, "cả ba tàu khu trục của chúng ta đã tấn công các tàu ngầm Đức."
Một quyển sách năm 2005 kết luận rằng Nghị sĩ Walsh đã phát biểu "Hoạt động rất hung hăng trong trường hợp USS Greer đã ngăn chặn chiến tranh nổ ra tại Đại Tây Dương."

### 1941 – 1945
Greer tiếp tục hoạt động tại khu vực Bắc Đại Tây Dương suốt năm 1941, bảo vệ các đoàn tàu vận tải đi và đến từ "Điểm hẹn giữa đại dương" (MOMP), nơi các tàu chiến Hoa Kỳ tiếp nhận trách nhiệm tiếp tục hộ tống từ lực lượng Hải quân Hoàng gia Anh vốn đang bị sức ép nặng nề. Sau khi được đại tu tại Boston, nó lên đường hướng về phía Nam vào ngày 3 tháng 3 năm 1942 tiếp tục nhiệm vụ tuần tra tại vùng biển Caribe. Ngoài các hoạt động hộ tống thường lệ, nó còn thực hiện nhiều nhiệm vụ khác, bao gồm việc cứu vớt 39 người sống sót là thành viên thủy thủ đoàn các tàu ngầm U-boat. Vào tháng 5, nó canh phòng ngoài khơi Pointe a Pitre, Guadaloupe trong một nhiệm vụ ngăn chặn các nỗ lực của chính phủ Vichy Pháp nhằm đưa chiếc tàu tuần dương Jeanne d'Arc ra khơi.
Khởi hành từ vịnh Guatánamo vào ngày 23 tháng 1 năm 1943, Greer đi đến Boston, rồi lên đường làm nhiệm vụ hộ tống tại Đại Tây Dương. Rời Argentia, Newfoundland vào ngày 1 tháng 3, nó hộ tống các tàu buôn đi Bắc Ireland. Trong hoàn cảnh thời tiết khắc nghiệt mùa Đông tại Bắc Đại Tây Dương, Đoàn tàu SC-121 bị mất bảy tàu buôn bởi ba đợt tấn công riêng biệt của U-boat đối phương trước khi đến được Derry vào ngày 13 tháng 3. Greer sau đó hộ tống 40 tàu buôn trong chuyến quay trở về mà không gặp sự cố nào, và tiếp tục đi đến Hampton Roads vào ngày 15 tháng 4 cùng với tàu chở dầu Chicopee.
Sau các cuộc thực tập tại vịnh Casco, Greer rời New York vào ngày 11 tháng 5 cùng với một đoàn tàu vận tải bao gồm 83 chiếc. Đi đến Casablanca, Maroc vào ngày 1 tháng 6, chiếc tàu khu trục tuần tra ngoài khơi bờ biển Bắc Phi, rồi vượt đại dương quay trở về nhà, về đến New York vào ngày 27 tháng 6. Sau một chuyến đi khác đến Bắc Ireland, Greer quay trở về New York vào ngày 11 tháng 8.
Sau khi đi đến Norfolk, Greer lên đường đi đến quần đảo Tây Ấn thuộc Anh 26 tháng 8 để phục vụ trong một thời gian ngắn như một tàu canh phòng máy bay cho tàu sân bay hộ tống Santee. Nó gặp gỡ một đoàn tàu vận tải tại vùng biển Caribe và cùng hướng sang Bắc Phi. Quay trở về New York, nó thả neo vào ngày 14 tháng 9. Vào ngày 15 tháng 10, Greer bị tai nạn va chạm với Moonstone ngoài khơi cửa sông Indian, Delaware Capes, 35 nmi (65 km) về phía Đông Nam Cape May, New Jersey. Moonstone bị đắm trong vòng không đầy 4 phút, nhưng Greer đã cứu vớt hầu hết thủy thủ đoàn ngoại trừ một người. Sau khi được sửa chữa, nó hộ tống tàu khu trục Gloire của phe Pháp Tự do đi từ New York đến Norfolk. Greer lên đường vào ngày 26 tháng 12 hộ tống một đoàn tàu vận tải khác hướng sang Casablanca, rồi quay về Boston vào ngày 9 tháng 2 năm 1944. Đây là chuyến vượt đại dương sau cùng của chiếc tàu khu trục "bốn ống khói", vì nó và các tàu chị em được thay thế bởi các tàu hộ tống mới và nhanh hơn.
Chiếc tàu khu trục kỳ cựu trải qua thời gian còn lại của quảng đời hoạt động thực hiện nhiều nhiệm vụ phụ trợ khác nhau tại vùng biển Hoa Kỳ. Sau một lượt làm nhiệm vụ huấn luyện tàu ngầm tại New London, Greer trở thành tàu canh phòng máy bay cho nhiều tàu sân bay mới trong mùa Hè năm 1944. Hoạt động từ nhiều cảng New England khác nhau, nó đã phục vụ cùng Ranger, Tripoli, Mission Bay và Wake Island. Chuyển đến Key West vào tháng 2 năm 1945, nó tiếp tục nhiệm vụ tương tự cho đến ngày 11 tháng 6, khi nó lên đường đi đến Xưởng hải quân Philadelphia. Greer được cho ngừng hoạt động vào ngày 19 tháng 7 năm 1945; tên nó được rút khỏi danh sách Đăng bạ Hải quân vào ngày 13 tháng 8, và lườn nó được bán cho hãng Boston Metal Salvage Company ở Baltimore, Maryland vào ngày 30 tháng 11 năm 1945 để tháo dỡ.

## Phần thưởng
Greer được tặng thưởng một Ngôi sao Chiến trận do thành tích phục vụ trong Thế Chiến II.